# Адамс, Барбара Джорджина
Ба́рбара Джорджи́на А́дамс (англ. Barbara Georgina Adams; 19 февраля 1945, Хаммерсмит, Большой Лондон — 26 июня 2002, Энфилд, Большой Лондон) — признанный британский египтолог, специалист по додинастической истории Египта. Многие годы она работала соруководителем экспедиции в Иераконполе. До этого служила при Музее Питри и проводила раскопки по всей Британии.

## Биография
Барбара Бишоп родилась в лондонском Госпитале Хаммерсмит в семье Чарльза и Эллалин Бишоп. Её родители трудились на низкоквалифицированной работе, но Барбара смогла окончить школу Годолфин и Летимер. Однако финансовые сложности не позволили девушке продолжить обучение после 16 лет.
Она совмещала работу и учёбу, когда в 1962 году получила должность помощника в Музее естествознания. Она специализировалась на энтомологии в музее, став помощником Р. Б. Бенсон. В 1964 году Барбара перевелась в антропологический отдел профессора К. П. Оукли, где получила знания о костной анатомии человека. В 1964 году она выиграла конкурс «Мисс Хеммерсмит» и опубликовала поэтический сборник «Bones in my Soul».
В 1965 году Барбара получила должность помощника в Музее Питри. Сотрудничество с профессорами Гарри Смитом и Эдвардом Чеэ с факультета Египетской археологии при Университетском колледже Лондона способствовало развитию её карьеры.
В 1965 году Барбара впервые участвовала в раскопках, проводимых Лидским университетом в Йоркшире. В том же году также она помогала в раскопках кладбища Уинчестера и других мест в Англии. Встреча с артефактами романо-британского происхождения при раскопках Дрегонбай в Линкольншире в 1966 году предшествовала встрече с артефактами из Иераконполя в том же году. В 1967 году Барбара вышла замуж за госслужащего Роба Адамса, переехала в Энфилд и получила положительную критику за свою дипломную работу по археологии.
В 1969 году Барбара Адамс выезжала на полевые работы в Египет, изучала техники ведения раскопок у университете Кембриджа. В 1974 году её текст о древнем Гиераконполисе попал в каталог находок Квибела и Грина, заслужив одобрение Ф. У. Грина. В последующие годы она периодически обращала своё внимание на архивные документы из музеев Великобритании. В Ливерпульском музее она нашла неопубликованные работы Джона Гарстанга. Многие годы она документировала его работы, выпустив тома «The Fort Cemetery At Hierakonpolis» (1984 год) и «Ancient Nekhen» (1990 и 1995 годы).

### Иераконполь
После участия в экспедиции Гарстанга Барбара Адамс получила должность эксперта по керамике и артефактам в возобновлённых раскопках Майкла А. Хоффмана в 1979—1980 годах. До 1986 года она помогала при раскопках додинастического некрополя знати. В 1981 году, а затем в 1984 году она помогала Уолтеру Фэирсёрвису в Нехене. После смерти Хоффмана в 1990 году Адамс и Рене Фридман стали соруководителями раскопок в Иераконполе, продолжавшиеся до 1996 года. Ею обнаружены ранее неизвестные погребальные маски и статуи в натуральную величину. Адамс была редактором 25-томной Ширской египтологической серии книг (Shire Egyptology Series). Последняя работа Адамс посвящена фрагментам вазы из некрополя Абидоса.
В 1972 году в Лондоне Адамс вышла замуж за одноклассника Британа Хэмма. Барбара Адамс скончалась от рака в 2002 году.